# 九州朝日放送佐賀支局
九州朝日放送佐賀支局（きゅうしゅうあさひほうそうさがしきょく）は、佐賀県のANNニュースの取材拠点として、九州朝日放送が設置している支局である。

## 概要
佐賀県にはFNN/FNS系列局のサガテレビの1局のみ存在するが、福岡県の民放を直接受信やケーブルテレビで再送信している。

佐賀県では九州朝日放送の他、長崎文化放送、熊本朝日放送でテレビ朝日の番組が視聴可能である。

## 所在地
- 佐賀県佐賀市天神3丁目2番25号 朝日新聞社（西部本社）佐賀総局2階